# Stagioni dei New Orleans Saints
Questa è la lista delle stagioni sportive dei New Orleans Saints nella National Football League che documenta i risultati stagione per stagione dal 1967 ad oggi, compresi i risultati nei play-off.

## Risultati stagione per stagione
| Cronistoriadei New Orleans Saints | Cronistoriadei New Orleans Saints | Cronistoriadei New Orleans Saints | Cronistoriadei New Orleans Saints | Cronistoriadei New Orleans Saints | Cronistoriadei New Orleans Saints | Cronistoriadei New Orleans Saints | Cronistoriadei New Orleans Saints | Cronistoriadei New Orleans Saints | Cronistoriadei New Orleans Saints | Cronistoriadei New Orleans Saints                                                                             |                              |
| Stagione di lega                  | Stagione di squadra               | Lega                              | Conference                        | Division                          | Stagione regolare                 | Stagione regolare                 | Stagione regolare                 | Stagione regolare                 | Play-off | Premi individuali                                                                                             |                              |
| Stagione di lega                  | Stagione di squadra               | Lega                              | Conference                        | Division                          | Pos.                              | V                                 | S                                 | P                                 | Play-off | Premi individuali                                                                                             |                              |
| --------------------------------- | --------------------------------- | --------------------------------- | --------------------------------- | --------------------------------- | --------------------------------- | --------------------------------- | --------------------------------- | --------------------------------- | --- | --- | ---------------------------- |
| 1967                              | {{{annof}}}                       | NFL                               | Eastern                           | Capitol                           | 4                                 | 3                                 | 11                                | 0                                 | non disputati | Inseriti nella Eastern Conference Division Capitol.                                                           |                              |
| 1968                              | {{{annof}}}                       | NFL                               | Eastern                           | Century                           | 3                                 | 4                                 | 9                                 | 1                                 | non disputati | Inseriti nella Eastern Conference Division Century.                                                           |                              |
| 1969                              | {{{annof}}}                       | NFL                               | Eastern                           | Capitol                           | 3                                 | 5                                 | 9                                 | 0                                 | non disputati | Reinseriti nella Eastern Conference Division Capitol.                                                         |                              |
| 1970                              | {{{annof}}}                       | NFL                               | NFC                               | West                              | 4                                 | 2                                 | 11                                | 1                                 | non disputati | Inseriti nella NFC West a seguito della fusione tra AFL e NFL.                                                |                              |
| 1971                              | {{{annof}}}                       | NFL                               | NFC                               | West                              | 4                                 | 4                                 | 8                                 | 2                                 | non disputati | |                              |
| 1972                              | {{{annof}}}                       | NFL                               | NFC                               | West                              | 4                                 | 2                                 | 11                                | 1                                 | non disputati | |                              |
| 1973                              | {{{annof}}}                       | NFL                               | NFC                               | West                              | 3                                 | 5                                 | 9                                 | 0                                 | non disputati | |                              |
| 1974                              | {{{annof}}}                       | NFL                               | NFC                               | West                              | 3                                 | 5                                 | 9                                 | 0                                 | non disputati | |                              |
| 1975                              | {{{annof}}}                       | NFL                               | NFC                               | West                              | 4                                 | 2                                 | 12                                | 0                                 | non disputati | |                              |
| 1976                              | {{{annof}}}                       | NFL                               | NFC                               | West                              | 3                                 | 4                                 | 10                                | 0                                 | non disputati | |                              |
| 1977                              | {{{annof}}}                       | NFL                               | NFC                               | West                              | 4                                 | 3                                 | 11                                | 0                                 | non disputati | |                              |
| 1978                              | {{{annof}}}                       | NFL                               | NFC                               | West                              | 3                                 | 7                                 | 9                                 | 0                                 | non disputati | Da questa stagione le partite della stagione regolare diventano 16.                                           |                              |
| 1979                              | {{{annof}}}                       | NFL                               | NFC                               | West                              | 2                                 | 8                                 | 8                                 | 0                                 | non disputati | |                              |
| 1980                              | {{{annof}}}                       | NFL                               | NFC                               | West                              | 4                                 | 1                                 | 15                                | 0                                 | non disputati | |                              |
| 1981                              | {{{annof}}}                       | NFL                               | NFC                               | West                              | 4                                 | 4                                 | 12                                | 0                                 | non disputati | |                              |
| 1982                              | {{{annof}}}                       | NFL                               | NFC                               | --                                | 9                                 | 4                                 | 5                                 | 0                                 | non disputati | A causa di uno sciopero nella stagione si disputarono solo 9 partite e non vi furono classifiche di Division. |                              |
| 1983                              | {{{annof}}}                       | NFL                               | NFC                               | West                              | 3                                 | 8                                 | 8                                 | 0                                 | non disputati | |                              |
| 1984                              | {{{annof}}}                       | NFL                               | NFC                               | West                              | 3                                 | 7                                 | 9                                 | 0                                 | non disputati | |                              |
| 1985                              | {{{annof}}}                       | NFL                               | NFC                               | West                              | 4                                 | 5                                 | 11                                | 0                                 | non disputati | |                              |
| 1986                              | {{{annof}}}                       | NFL                               | NFC                               | West                              | 4                                 | 7                                 | 9                                 | 0                                 | non disputati | |                              |
| 1987                              | {{{annof}}}                       | NFL                               | NFC                               | West                              | 2                                 | 12                                | 3                                 | 0                                 | S Wild Card Game contro i Minnesota Vikings (44-10) | In questa stagione a causa di uno sciopero hanno giocato una partita in meno.                                 |                              |
| 1988                              | {{{annof}}}                       | NFL                               | NFC                               | West                              | 3                                 | 10                                | 6                                 | 0                                 | non disputati | |                              |
| 1989                              | {{{annof}}}                       | NFL                               | NFC                               | West                              | 3                                 | 9                                 | 7                                 | 0                                 | non disputati | |                              |
| 1990                              | {{{annof}}}                       | NFL                               | NFC                               | West                              | 2                                 | 8                                 | 8                                 | 0                                 | S Wild Card Game contro i Chicago Bears (16-6) | |                              |
| 1991                              | {{{annof}}}                       | NFL                               | NFC                               | West                              | 1                                 | 11                                | 5                                 | 0                                 | S Wild Card Game contro gli Atlanta Falcons (27-20) | |                              |
| 1992                              | {{{annof}}}                       | NFL                               | NFC                               | West                              | 2                                 | 12                                | 4                                 | 0                                 | S Wild Card Game contro i Philadelphia Eagles (36-20) | |                              |
| 1993                              | {{{annof}}}                       | NFL                               | NFC                               | West                              | 2                                 | 8                                 | 8                                 | 0                                 | non disputati | |                              |
| 1994                              | {{{annof}}}                       | NFL                               | NFC                               | West                              | 2                                 | 7                                 | 9                                 | 0                                 | non disputati | |                              |
| 1995                              | {{{annof}}}                       | NFL                               | NFC                               | West                              | 5                                 | 7                                 | 9                                 | 0                                 | non disputati | |                              |
| 1996                              | {{{annof}}}                       | NFL                               | NFC                               | West                              | 5                                 | 3                                 | 13                                | 0                                 | non disputati | |                              |
| 1997                              | {{{annof}}}                       | NFL                               | NFC                               | West                              | 3                                 | 6                                 | 10                                | 0                                 | non disputati | |                              |
| 1998                              | {{{annof}}}                       | NFL                               | NFC                               | West                              | 3                                 | 6                                 | 10                                | 0                                 | non disputati | |                              |
| 1999                              | {{{annof}}}                       | NFL                               | NFC                               | West                              | 5                                 | 3                                 | 13                                | 0                                 | non disputati | |                              |
| 2000                              | {{{annof}}}                       | NFL                               | NFC                               | West                              | 1                                 | 10                                | 6                                 | 0                                 | V Wild Card Game contro i Saint Louis Rams (31-28) S Divisional play-off contro i Minnesota Vikings (34-16)                                                           | |                              |
| 2001                              | {{{annof}}}                       | NFL                               | NFC                               | West                              | 3                                 | 7                                 | 9                                 | 0                                 | non disputati | |                              |
| 2002                              | {{{annof}}}                       | NFL                               | NFC                               | South                             | 3                                 | 9                                 | 7                                 | 0                                 | non disputati | Inseriti nella NFC South.                                                                                     |                              |
| 2003                              | {{{annof}}}                       | NFL                               | NFC                               | South                             | 2                                 | 8                                 | 8                                 | 0                                 | non disputati | |                              |
| 2004                              | {{{annof}}}                       | NFL                               | NFC                               | South                             | 2                                 | 8                                 | 8                                 | 0                                 | non disputati | |                              |
| 2005                              | {{{annof}}}                       | NFL                               | NFC                               | South                             | 4                                 | 3                                 | 13                                | 0                                 | non disputati | |                              |
| 2006                              | {{{annof}}}                       | NFL                               | NFC                               | South                             | 1                                 | 10                                | 6                                 | 0                                 | V Divisional playoff contro i Philadelphia Eagles (27-24) S NFC Championship contro i Chicago Bears (39-14)                                                           | |                              |
| 2007                              | {{{annof}}}                       | NFL                               | NFC                               | South                             | 2                                 | 7                                 | 9                                 | 0                                 | non disputati | |                              |
| 2008                              | {{{annof}}}                       | NFL                               | NFC                               | South                             | 4                                 | 8                                 | 8                                 | 0                                 | non disputati | |                              |
| 2009                              | {{{annof}}}                       | NFL                               | NFC                               | South                             | 1                                 | 13                                | 3                                 | 0                                 | V Divisional playoff contro gli Arizona Cardinals (45-14) V NFC Championship contro i Minnesota Vikings (31-28) V Super Bowl XLIV contro i Indianapolis Colts (31-17) | |                              |
| 2010                              | {{{annof}}}                       | NFL                               | NFC                               | South                             | 2                                 | 11                                | 5                                 | 0                                 | S Wild Card Game contro i Seattle Seahawks (41-36) | |                              |
| 2011                              | {{{annof}}}                       | NFL                               | NFC                               | South                             | 1                                 | 13                                | 3                                 | 0                                 | V Wild Card Game contro i Detroit Lions (45-28) S Divisional play-off contro i San Francisco 49ers (36-32)                                                            | |                              |
| 2012                              | {{{annof}}}                       | NFL                               | NFC                               | South                             | 3                                 | 7                                 | 9                                 | 0                                 | non disputati | |                              |
| 2013                              | {{{annof}}}                       | NFL                               | NFC                               | South                             | 2                                 | 11                                | 5                                 | 0                                 | V Wild Card Game contro i Philadelphia Eagles (26-24) S Divisional play-off contro i Seattle Seahawks (15-23)                                                         | |                              |
| Totale                            | Totale                            | Totale                            | Totale                            | Totale                            | Totale                            | 330                               | 403                               | 5                                 | Record di stagione regolare | Record di stagione regolare                                                                                   | Record di stagione regolare  |
| Totale                            | Totale                            | Totale                            | Totale                            | Totale                            | Totale                            | 8                                 | 9                                 |                                   | Record dei play-off | Record dei play-off                                                                                           | Record dei play-off          |
| Totale                            | Totale                            | Totale                            | Totale                            | Totale                            | Totale                            | 338                               | 412                               | 5                                 | Stagione regolare e play-off | Stagione regolare e play-off                                                                                  | Stagione regolare e play-off |

Legenda
- Vittoria nel Super Bowl (dal 1966)
- Vittoria nella lega (1920-1969)
- Vittoria nella Conference

- Vittoria nella Division
- Qualificazione al Wild Card Game (dal 1978)
- V = Vittorie

- S = Sconfitte
- P = Pareggi
- T = Posizione a pari merito